# Joël Mila

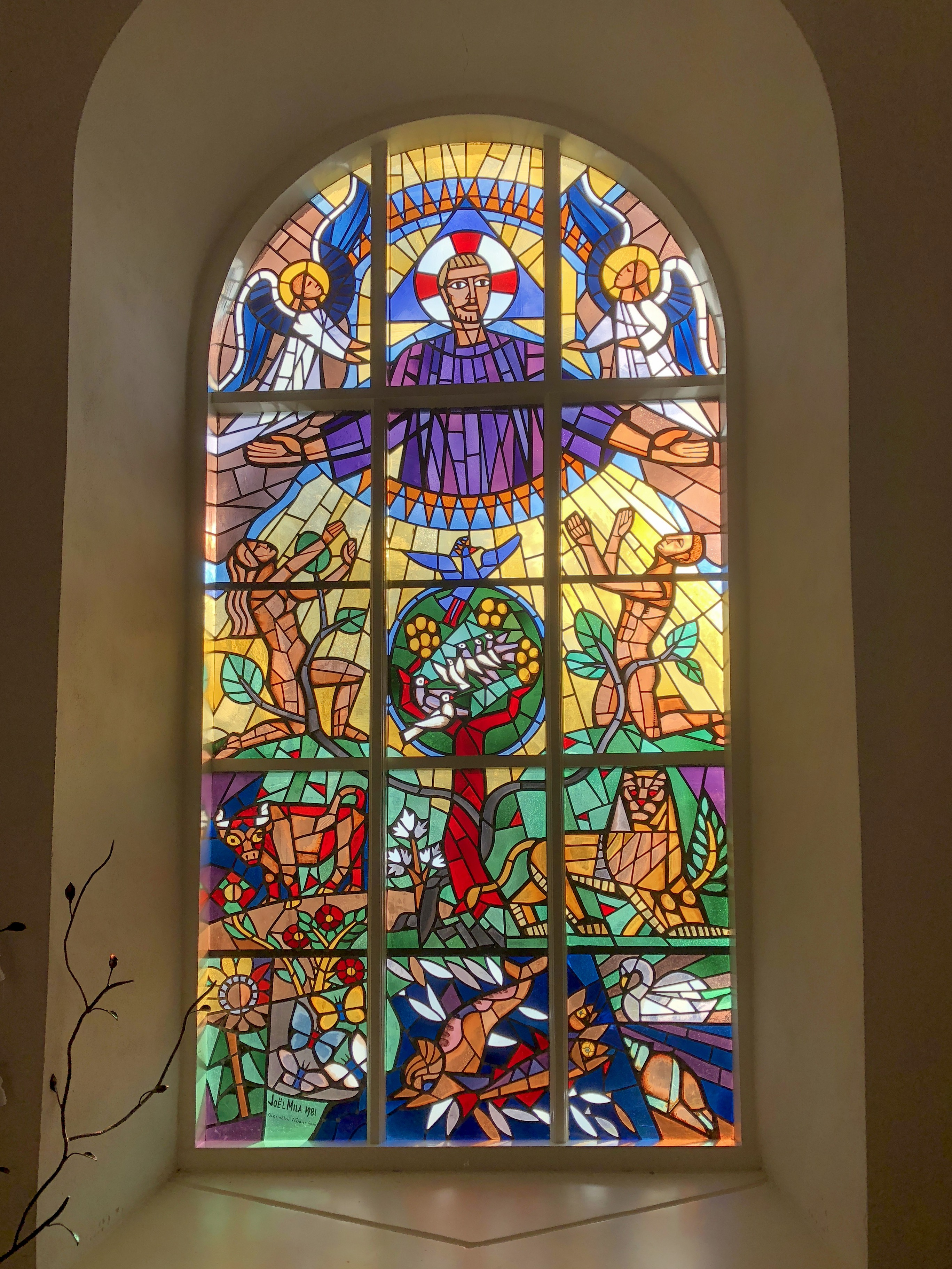
Korfönster i Släps kyrka

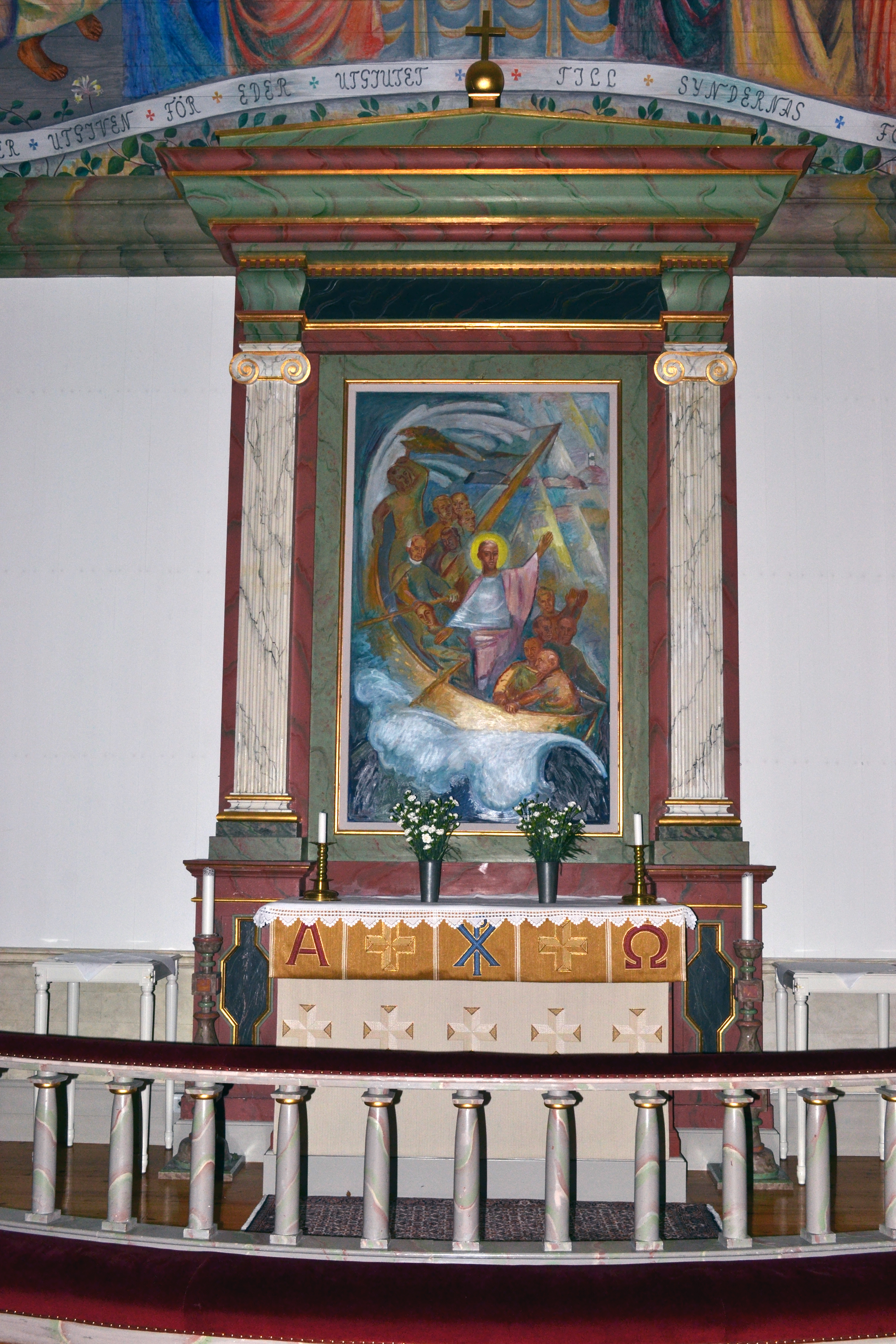
Altartavla i Träslövsläge kyrka

Joël Mila, ursprungligen Mattsson, född 29 september 1895 i Jönköping, död 22 juni 1985 i Släps församling, var en svensk målare och tecknare, verksam i Göteborg. Han är mest känd för utsmyckningar av skilda slag i västsvenska kyrkor, men har också smyckat flera biografer, till exempel Sagabiografen i Tidaholm.
Han var son till sågverksarbetaren August Mattsson och Emelie Nilsdotter och från 1926 gift med Hilma Margareta Carolina Nordlund samt bror till Otto Mattsson. Mila studerade för skulptören Carl Christensen vid tekniska skolan i Jönköping och fortsatte därefter konststudierna vid Slöjdföreningens skola i Göteborg 1919–1921 samt för André Lhote och Othon Friesz i Paris samt under ett stort antal studieresor till bland annat Schweiz, Italien och Spanien. Tillsammans med sin fru ställde han ut på Röhsska konstslöjdmuseet i Göteborg 1938 och tillsammans med Fritiof Swensson på Konstnärshuset i Stockholm 1934 samt tillsammans med Martin Larsson i Göteborg 1944. Han medverkade i ett flertal samlingsutställningar på Göteborgs konsthall. Hans konst består av kubiserande element, religiösa motiv, landskapsmotiv från sina resor i Sydeuropa och trakterna runt Göteborg utförda i olja, tempera eller akvarell samt ett stort antal muralmålningar i al fresco-teknik och glasmålningar samt glasmosaik. Hans arbeten är hållna i en expressionistisk stil, och hans kyrkliga arbeten genomsyras av en vilja att förmedla det kristna budskapet.
Mila och hans fru är gravsatta i en familjegrav på Östra kyrkogården i Göteborg.

## Kyrkor med verk av Joël Mila
- Askims kyrka, målningar på läktarbröstningen, 1973
- Backa kyrka, Göteborg, takmålning i koret, 1964
- Brämaregårdens kyrka, väggmålningar 1925
- Fritsla kyrka, målningar på altaruppsatsen, 1949[6]
- Grebbestads kyrka, glasmålningar, 1965[7]
- Horreds kyrka, målningar på läktarbröstningen, 1953-1954, reviderade 1976[8]
- Svenska sjömanskyrkan, Hirtshals, Danmark, (nedlagd), muralmålning[5]
- Hunnestads kyrka, målningar i kortaket, 1954
- Jörlanda kyrka, väggmålningar 1924-1925
- Kinnarumma kyrka, målningar på läktarbröstningen, predikstolen, altartavlan och en tavla vid dopaltaret, 1973
- Kållereds kyrka, ommålning av orgelhus, 1956
- Mo kyrka, Bohuslän, altartavla, 1968
- Näsets kyrka, glasmosaikfönster, 1977
- Resö kyrka, glasmålningar, 1971
- S:t Jakobs kyrka, Göteborg, tidigare metodistkyrka, nu Equmeniakyrkan, altartavla, glasmosaik och takmålning i sidokapell. Dopfunt samt dessutom flera mindre konstverk. [9]
- S:t Matteus metodistkyrka, Göteborg, altartavla och takmålningar, cirka 1928[10]
- Skallsjö kyrka, målningar i koret, på korbågen och på predikstolskorgen, 1956
- Skårs kyrka, glasmålningar, 1964
- Släps kyrka, glasmålningar, 1982[11]
- Solberga kyrka, Bohuslän, konservering av predikstolen 1927
- Svenska sjömanskyrkan, Skagen, Danmark, bland annat väggmålingar[12]
- Träslövsläge kyrka, altartavla och takmålning, tillsammans med hustrun Hilma, 1951
- Tvååkers kyrka, målningar på östväggen och läktarbröstningen, 1953
- Vallda kyrka, altarmålning, 1982